# Lepidochrysops nyika
Lepidochrysops nyika är en fjärilsart som beskrevs av Tite 1961. Lepidochrysops nyika ingår i släktet Lepidochrysops och familjen juvelvingar. Inga underarter finns listade i Catalogue of Life.